# Антуко (вулкан)
Антуко (исп. Antuco) — вулкан в области Био-Био, Чили.
Антуко — стратовулкан, высотой 2979 метров. Находится на западной оконечности хребта Главная Кордильера в горной системе Анды в национальном парке Лагуна-дель-Лаха. Возвышается над озером Лаха недалеко от плейстоценого вулкана Сьерро Веллуда.
Антуко имеет сложную историю образования. В эпоху плиоцена образовались две кальдеры вулканов Сьерра Веллуда и Сьерра Кондор. Впоследствии кальдеры подверглись разрушению и на их месте образовался в эпоху голоцена Антуко. Диаметр основания вулкана составляет 10 км.
В начале голоцена вулкан выпустил большое количество шлакового мусора, который прошёл путь более 5 км и в результате образовал рядом с собой кальдеры. Основание вулкана андезитовое, конуса — базальтовое. Умеренные извержения наблюдались в XVIII и XIX веках.
Впервые совершил восхождение на вулкан немецкий натуралист Эдуард Пёппиг в 1829 году, спустя год на гору взошёл французский ботаник Клод Ге.
На склонах вулкана есть небольшой горнолыжный курорт. На вершине вулкана раньше располагался ледник. В настоящее время вершина покрыта снегом непостоянно.
Вулкан Антуко упоминается в произведении Жюля Верна «Дети капитана Гранта».

### Видео
- Вулкан и предгорья Антуко на YouTube